# 红花土瓜
红花土瓜（学名：Merremia yunnanensis var. pallescens）为旋花科鱼黄草属蓝花土瓜的变种。分布于中国大陆的云南等地，生长于海拔1,830米至2,550米的地区，多生于山坡疏林中及路边灌丛，目前尚未由人工引种栽培。